# Johan Törnström
Johannes (Johan) Törnström, född 18 april 1744  i Ekeby, Tortuna socken , Västmanland, död 20 februari 1828 i Karlskrona, var en svensk amiralitetsbildhuggare, skulptör, tecknare och målare vid Karlskrona örlogsbas under 1700-talets senare hälft och utförde där ett stort antal galjonsfigurer.

## Biografi
Han var son till rusthållaren Anders Persson och Maria Persdotter. Han var gift första gången från omkring 1773 med Lovisa Margaretha Löfberg och från 1791 med Anna Katarima Ekelund samt blev far till bildhuggaren Johan Törnström, ritmästaren Carl Törnström konstnärerna Per August Törnström och Emanuel Törnström; han var vidare farfar till Carl Johan Törnström och Ferdinand Törnström. Hans konstnärliga ådra var troligtvis ett arv från modern och visade sig tidigt. Efter ett besök med föräldrarna i Västerås domkyrka stod han mållös och gripen inför altartavlan och predikstolens ornamentala utsmyckningar. De följande dagarna utförde han modeller av dekorationerna i lera som han sirade med gulfärgat papper. En förbifarande fick beskåda ornamenten och andra prov på hans konstfärdighet och efter föräldrarnas medgivande fick han följa med till Stockholm för att komma i lära hos någon ornamentbildhuggare. Det var troligen i samband med resan till Stockholm som han tog sig namnet Törnström. Han var lärling hos bildhuggaren Johan Gustaf Fast mellan 1767 och 1772 och fick genom denne utföra rikt skulpterade möbler såsom sängar, soffor för Gustav III:s våning på slottet. Under Jean Erik Rehns konstnärliga ledning fick han utföra ornamentsarbeten för Stockholms slott 1771–1772. Från 1772 fram till 1776 var Törnström bildhuggargesäll hos Jacques Adrien Masreliez, därefter hos dennes son Jean Baptiste Masreliez där han fick utföra omfattande dekoreringsarbeten på Stockholms slottet i en stil som allt mer övergår från rokoko till en av fransk Louis seize påverkad stil.
Tack vare fina rekommendationer från Jean Baptiste Masreliez kunde han på hösten 1781 lämna Stockholm för att bli galjonsbildhuggare vid Karlskrona örlogsvarv trots att han saknade den 1776 stipulerade kompetensen att vara medlem eller agré vid Konstakademien för att bli antagen som bildhuggare vid varvet. Törnström kom antagligen i kontakt med det marina ornamentbildhuggeriet genom Djurgårdsvarvet i Stockholm där Fredrik Henrik af Chapman var varvschef från 1768. Vid Karlskrona örlogsvarvet var generalamiralen Henrik af Trolle och överskeppbyggmästaren af Chapman fullt sysselsatta med att förnya den svenska örlogsflottan enligt en kunglig order 1780. Den svenska flottan hade förfallit under frihetstiden och när Gustaf III genomfört sin statsvälvning 1772 uppfattades den jämvikt som rått kring Östersjön vara rubbad och för att möta grannländernas upprustning krävdes stora insatser för att genomföra uppbyggnaden av den svenska flottan som ansågs nödvändig. Det medförde att många arbetstillfällen för bildhuggare erbjöds och några av namnen på de som arbetade på slottet återfinns även i varvshandlingarna. Huruvida han före tillträdandet var förtrogen med skeppsbildhuggeri är osäkert men det är inte omöjligt att han som gesäll på Fasts eller Masreliez verkstäder fått medverka vid utsmyckningen av de fartyg som Chapman byggde på Djurgårdsvarvet. På Nationalmuseum finns en av Törnström signerad skiss till Amphions akterspegel som utfördes av bildhuggare Per Ljung. Vad skissen har haft för syfte är oklart men det styrker teorierna om att Törnström på något sätt var inblandad i Amphions utsmyckande.

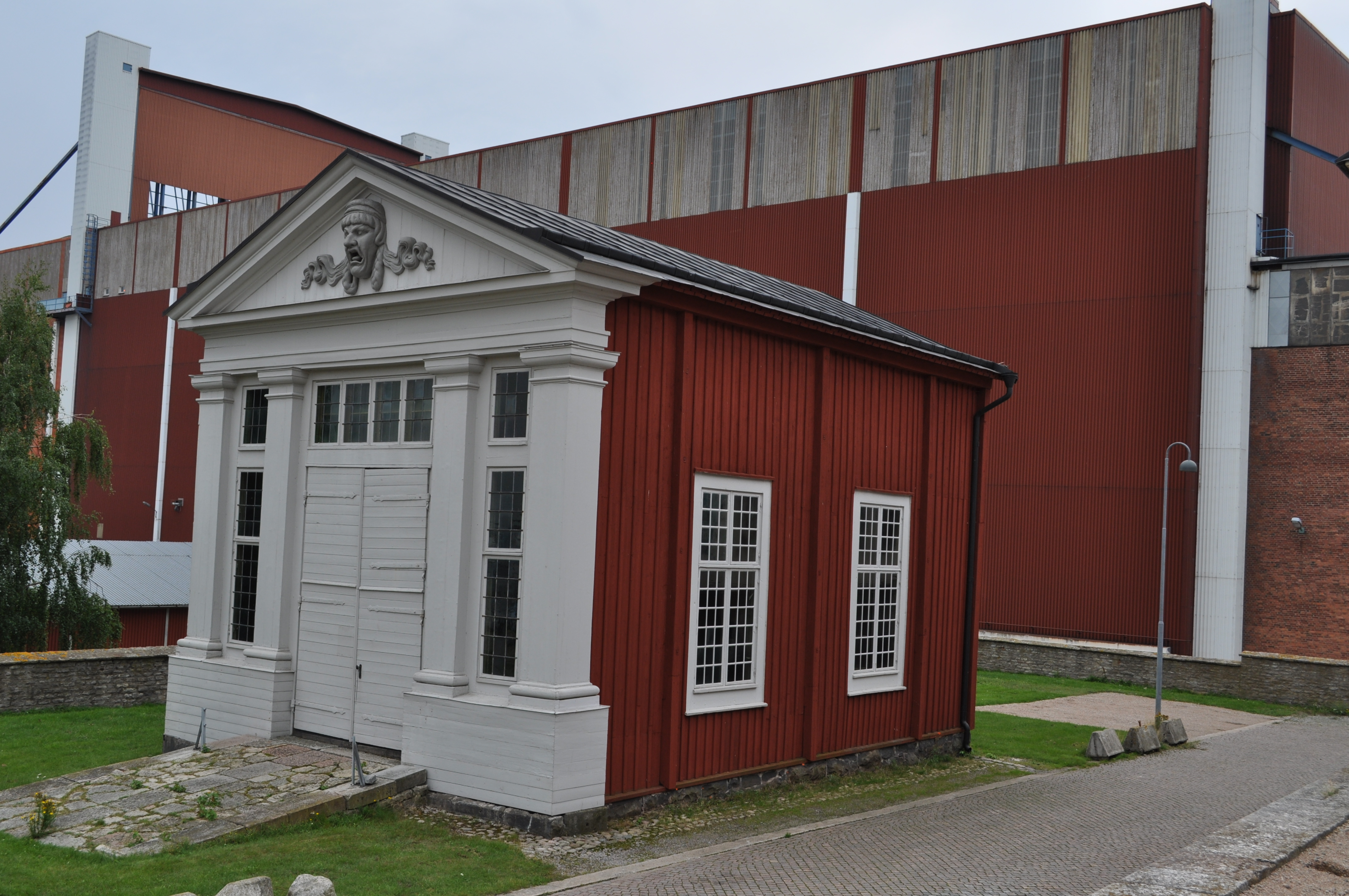
Bildhuggarverkstaden vid Karlskrona örlogsvarv.

Hans första uppgift vid varvet var att tillsammans med sina bildhuggarkolleger uppföra en bildhuggarverkstad som med timmermännens hjälp stod färdig 1782. Till byggnaden skulpterade han en maskaron på den av joniska pelare uppburna gavelfrontonen. Det uppges att Törnström först utförde en ritning och en liten vaxmodell som fick varvsledningens godkännande, därefter ritade han med vitkrita och kol det blivande konstverket i rätt storlek på väggen för att sedan med sina verktyg gripa sig an det hopfogade grovhuggna furublocket. Hans första skeppsarbete blev ornamenten till kungens jakt Amadis och hertig Karls jakt Esplendian där inget av originalornamenten finns bevarade. Hans nästa uppgift var att skapa förslag till emblem till de många nya skeppen som var beställda. Genom bevarade dokument finns flera av hans förslag till galjonsornament och skulpturer beskrivna. På Marinmuseet i Karlskrona finns ett flertal ritningar över akterspegelsornamenten bevarade. De är ej daterade men försedda med påskriften Linieskepp No 1, Fregatt No 1, Jakt No 1 med stigande ordningsnummer. Ritningarna som är i skala 1:48 utfördes innan beslutet om att antalet nybyggen av linjeskepp skulle minskas från femton till tio. På ritningarna har han placerat och skissat de centrala ornamenten, emblemet på krönet och namnet på hackbrädan i samma storlek medan de övriga ornamenten är tecknade olika storlekar på högra och vänstra sidan om mittlinjen som alternativa förslag. Att han lämpat emblemen för fartygsnamnen på galjoner och akterspeglar, tyder på att han haft ingående kunskap om klassisk och nordisk mytologi. Han var även insatt i den tidens allegoriska bildskrift som man kan se exempel på i ritningen till Klokheten där han har framställt en ormslingrad handspegel och till Vällusten ett bevingat klot samt en pelikan som sargar sitt bröst för att med sitt eget blod mata sina ungar till Ömheten. Det var efter att han presenterat dessa ritningar som Carl Fredrik Fredenheim föreslog att Törnström skulle väljas in i Konstakademien 1802. Han tvingades avbryta sitt arbete med att skapa ritningar för skepp och fregattornamenten 1787 för att utsmycka stävarna till de två lustfartygen Galten och Delfin som skulle användas vid Haga slott, fartygen var dekorerade med viltsvin- och delfinhuvuden och med de sinsemellan lika akterstävarna högt uppdragna i S-form och krönta med ett stjärtornament. Båda dessa kungliga gondoler finns bevarade i Statens sjöhistoriska museum. Törnströms produktion under 1780-talet av akterskeppsornament och galjonsbilder måste ses som en prestation både kvantitativt som kvalitativt. Det omtalas att han tidvis bodde i bildhuggarverkstaden och inte besökte sitt hem på Västerudd under flera veckor. Efter krigsåren 1788–1790 avstannade arbetet med framtagandet av nya fartyg och det skulle ta till slutet av 1790-talet innan ny- eller ombyggnad av fartyg gav honom arbete. Vid en ombyggnaden av 60-kanonskeppet Wasa 1798–1799 utförde han en ny galjonsbild och helt nya akterspegelsornament där det ingående skölden med Vasa-kärven nu pryder Chapmansporten på örlogsvarvet. Under 1800-talet utförde han ornament vid ny eller ombyggnader till ett flertal fartyg, bland annat fregatten af Chapman 1803, linjeskeppet Konung Gustaf IV Adolf 1805–1807, fregatten Fröja 1816–1817, linjeskeppet Carl XIII 1818–1823 samt arbeten på Ärans galjonsbild. Från sekelskiftet 1800 förändrades utformningen av galjonsbilderna från att ha varit i helfigur till bröstbilder eller sköldar samt det kom även en tendens att minska ner den ornamentala utsmyckningen på akterspeglarna. Denna stramare formgivning var ett resultat av påverkan från Carl August Ehrensvärd som redan 1786 lyft fram denna formgivning i en skrivelse till chefsämbetet vid Arméns flotta. Från det 1808 ombyggda Eurydice finns bevarade ornament med två mot varandra vända bevingade kvinnogestalter, som i sina framsträckta händer håller en oval sköld, den är bevarade på Statens sjöhistoriska museum. Troligen har förlagan till ornamentet formgivits av Ehrensvärd. Vid ombyggnaden sparades det ursprungliga centralornamentet som framställde ett antikiserande kvinnohuvud. I samband med Fröjas ombyggnad skulpterade Törnström en fyllig kvinna med fagra anletsdrag som galjonsbild där ett par sköldar med blomrankor har bevarats. Under åren 1815–1816 arbetade han med utsmyckning av två briggar som var inköpta i Lübeck av dessa fick briggen La Badine en galjonsbild som framställer en kvinna med grekisk frisyr och naken överkropp sittande på en mörsare medan briggen La Coquette fick en galjonsbild med en antikiserad kvinnofigur med blottade bröst och frygisk hårklädnad. Törnströms sista stora arbete 1815–1825 blev dekoreringen av linjeskeppet Carl XIII som sjösattes 1819. Av hans utsmyckningar till olika fartyg räknas de till Försiktigheten, Dristighetens och Galathés ha det högsta konstnärliga värdet. 
Törnström utförde dekorativa arbeten, bland annat den av Ehrensvärd projekterade minnesvården af Chapman med en porträttmedaljong av Johan Tobias Sergel där han komponerade in medaljongbilden i ett ståtligt ornament. Vid foten av det höga minnesmärket ligger en sfinx och intill vården reser sig ett klippblock. I samband med Storamiralsämbetets instiftande utförde han den så kallade Kungsstolen 1794 som är ett skulpturarbete i högsta klass. Ryggstödet kröntes av ett halvcirkelformat fält med två bevingade kvinnogestalter hållande en sköld och stolens fötter är formade som lejontassar. Dessutom utförde han ett flertal porträttmedaljonger i gips samt teckningar och målningar. På Marinförvaltningen finns hans porträttmedaljong över konstruktionschefen Fredric Ludvig af Klinteberg och i Ramdala kyrka en medaljong över landshövdingen Anders af Håkansson. I Ateneum i Helsingfors finns en porträttmedaljong över vicepresidenten Carl Hisinger och till Bräkne-Hoby kyrka utförde han omkring 1793 ett epitafium över prosten Johan Brock. På Marinmuseum i Karlskrona finns en av hans tuschlaveringar där han har avbildat Karlskrona örlogsvarvets byggmästare Jonas Lidströmer vars dotter var gift med Törnströms son Jonas. 

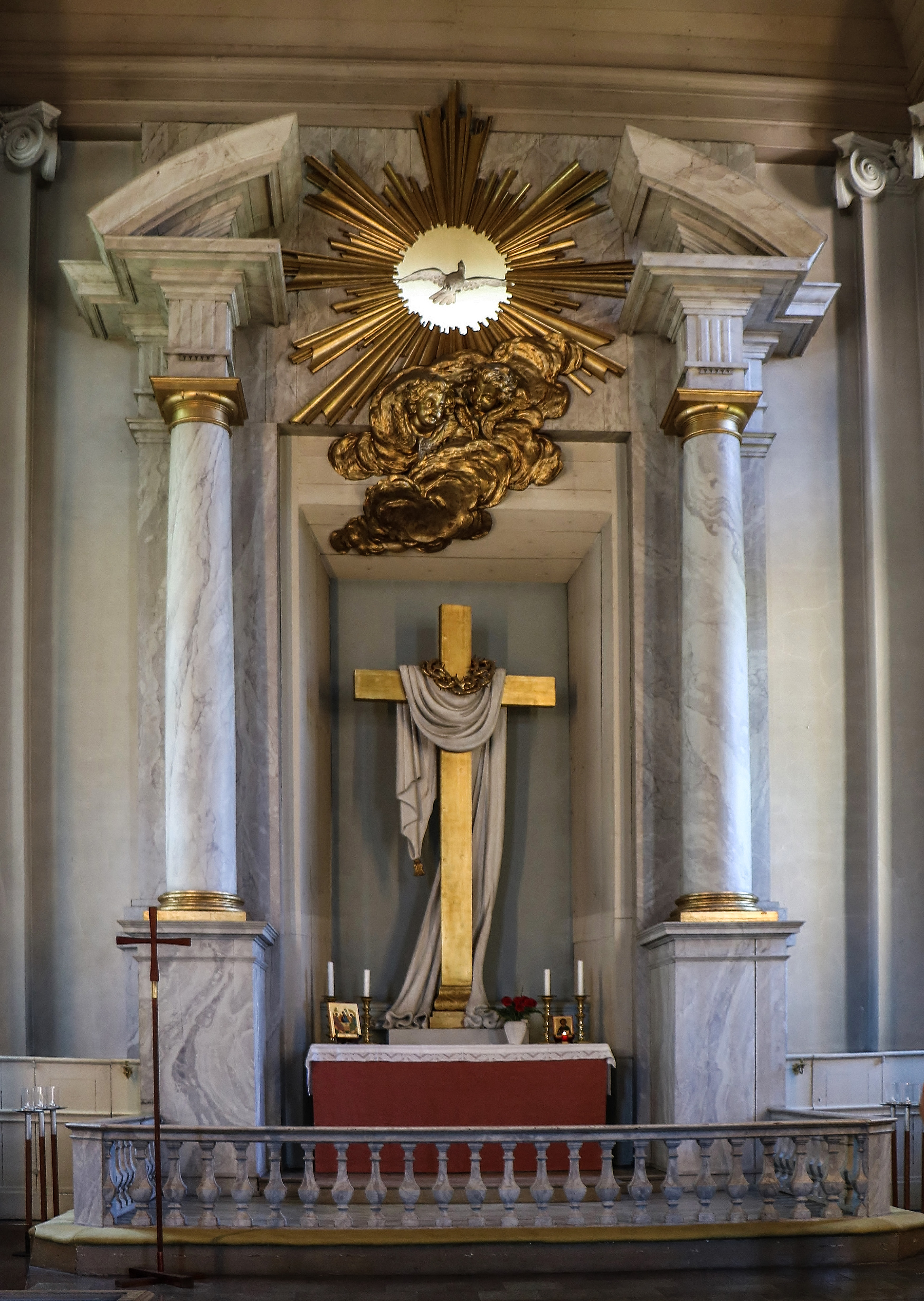
Törnströms altarprydnad för Tyska kyrkan i Karlskrona.

Vid restaureringen efter branden i Tyska kyrkan i Karlskrona 1790 blev han anlitad för den konstnärliga och skulpturala utsmyckningen vid altaret och predikstolen. Det numera igensatta altarfönstret flankeras av två kolonner som bär upp en bruten gavelfront, allt är tillverkat i trä men med en marmoreringsmålning för att ge sken av ett stenarbete. Centralornmenteringen består av en sol med utströmmande strålknippen mot de lägre placerade molnen. Två geniehuvuden framträder ur en sky och under solen finns en vit duva. Predikstolen är på framsidan prydd med ett skulpterat förgyllt draperi med olika sinnebilder. Ornamenten på predikstolen utfördes av Törnström 1814. Han utförde även målade dekoreringar för den brädinklädda kupolen i kyrkan och dekorering av stadens teater med målade friser. Teatern dekorerades inför Gustav III:s besök på sensommaren 1784 och Sergel svarade för den invändiga dekorationen medan Törnström dekorerade de yttre långväggarnas krön med målade friser efter Ehrensvärds skisser. Motiven var på norra sidan Skapelsen och syndafloden medan den södra sidan pryddes av Herkules äventyr. Vid en reparation och ommålning av teatern 1841 försvann dessa friser. Konstkännare som Sergel och Ehrensvärd visade på många sätt sitt intresse och uppskattning för de arbeten Törnström utförde och Sergel lär ha yttrat att vore jag inte Sergel skulle jag vilja vara Törnström. Under de första åren i Karlskrona var Törnström högt betald på grund av de stora fartygsbeställningarna men när detta arbete var avslutat vid 1790-talets ingång försvann även hans stora inkomster och hans lön reducerades till en stat om 200 riksdaler. Det medförde att han under 1790-talet levde ett bekymmersamt liv och de många konstverk han köpt till sin egen konstsamling måste säljas. I en skrivelse till af Chapman 1798 beklagade han sig och funderade på att söka sig åter till Stockholm. Men af Chapman kunde nu ge honom uppdrag på ombyggnaden av Wasa som följdes av andra skeppsombyggnationer. Under 1813 fick han en extra gratifikation efter att han utfört en praktfull triumfbåge till tronföljaren Karl Johans besök i Karlskrona och under 1816 höjdes den fasta lönen till 300 riksdaler. Han erbjöds en Vasaorden 1793 men avböjde med motiveringen att en sådan prydnad skulle passa illa till hans slitna rock och det vore bättre med några kontanter för inköp av en slaktoxe. Han var under sin levnad en högt ansedd borgare i Karlskrona och under flera decennier stadens ende utövande konstnär. Han valdes in som ledamot av Konstakademien 1804, men deltog inte i akademiens möten. Vid varvet var han verksam fram till 1825 då han på egen begäran begärde avsked.
Flera av hans galjonsfigurer finns bevarade på Marinmuseum på Stumholmen i Karlskrona, varav kan nämnas Dristigheten, Äran, Fäderneslandet, Försiktigheten. Den äldsta bevarade, en Athenabild i rustning, från 1783, den sista, en bevingad segergudinna, inte fullt avslutad, från 1818. På Sjöhistoriska museet i Stockholm kan man se galjonsbilderna Dygden, Thetis och Eurydice i museets minneshall.
Törnström är representerad vid bland annat Nationalmuseum, Statens sjöhistoriska museum, Marinmuseum i Karlskrona och Ateneum i Helsingfors.

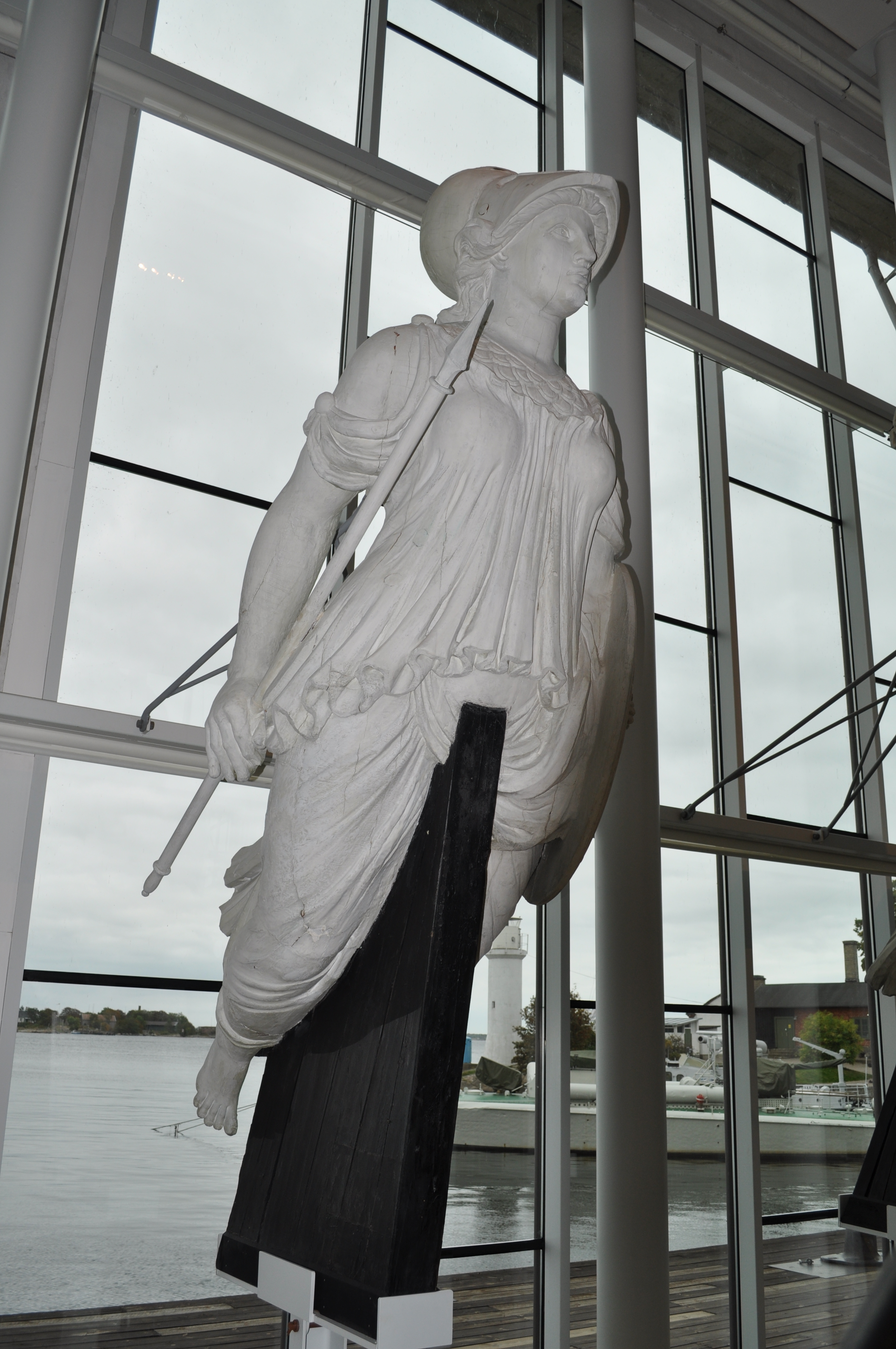
Gallionsfigur utförd av Törnström 1784 för fregatten Minerva sjösatt 1783.
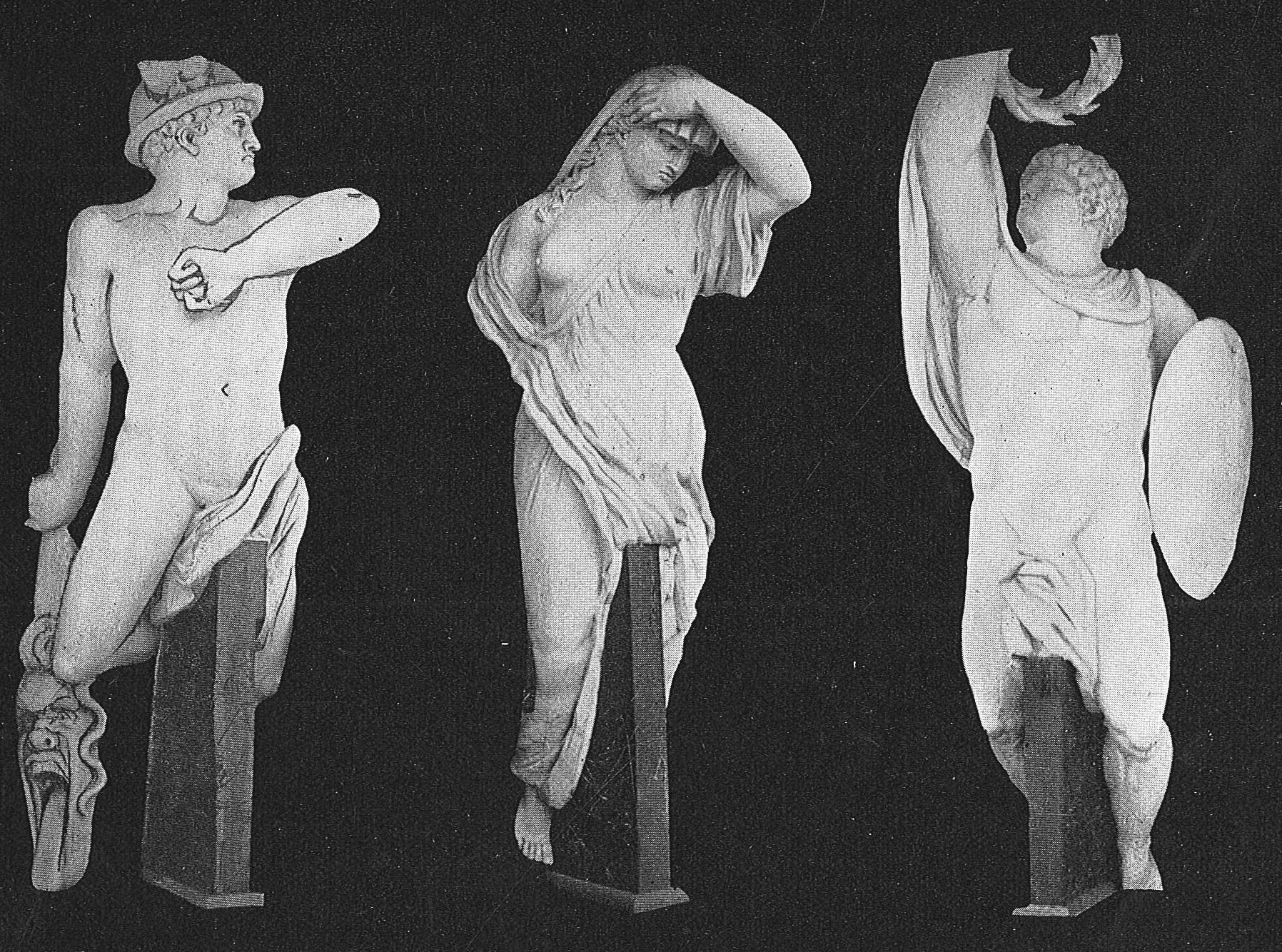
Galjonsfiurer till skeppen Försiktigheten, Euridice och Äran.
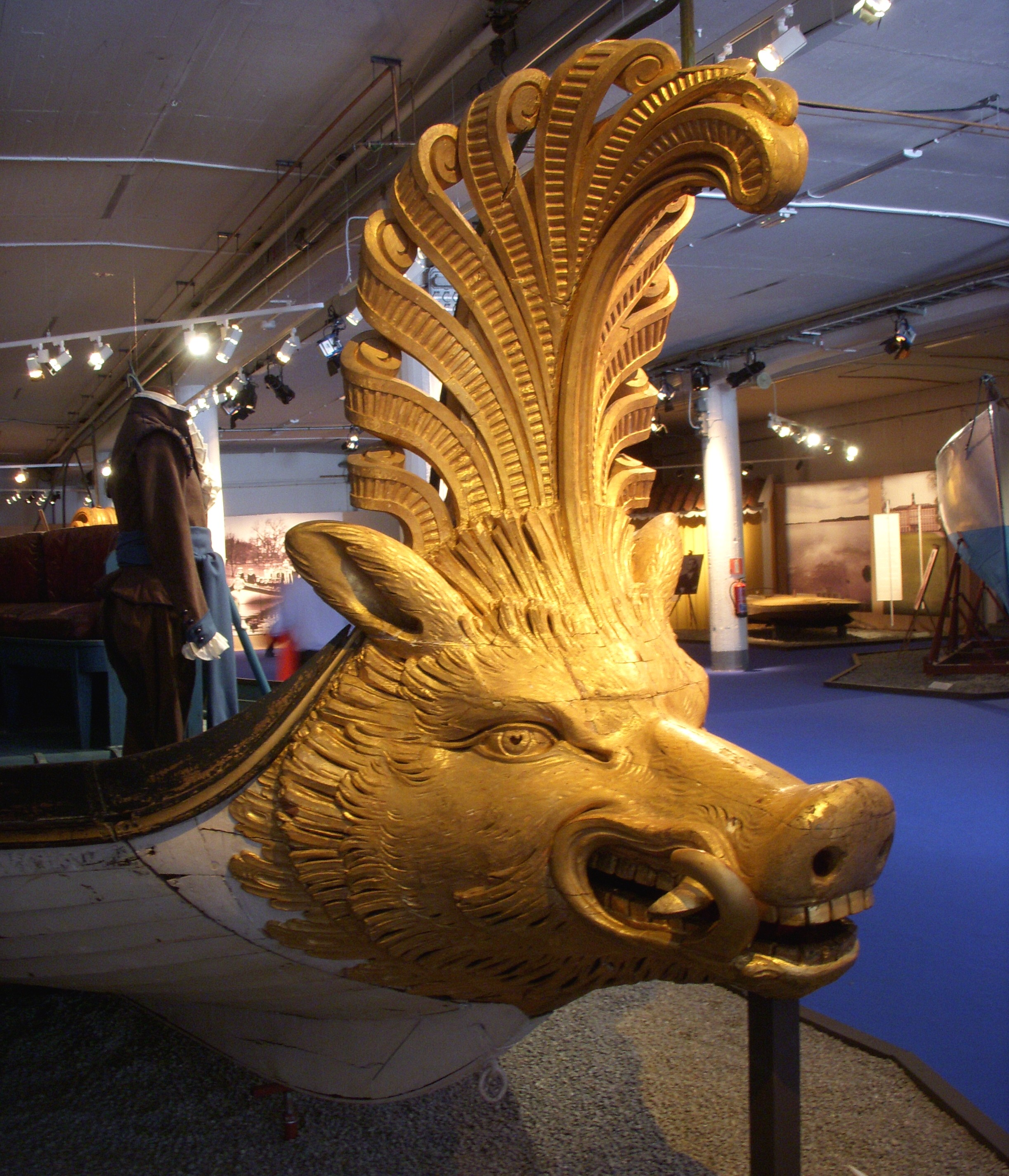
Förstäv till lustbåten Galten höggs troligen av Törnström.
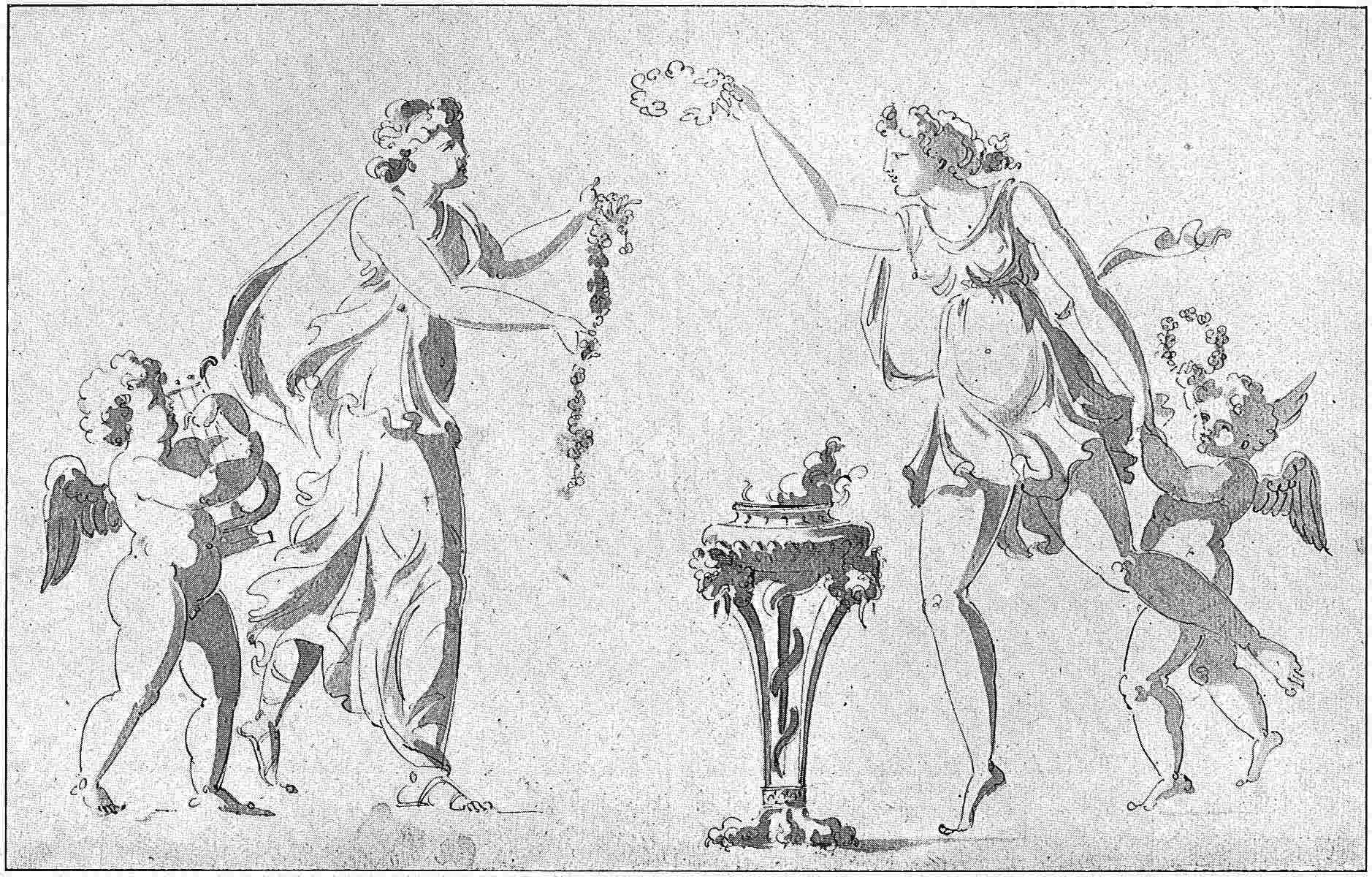
Teckning med allegoriska figurer.